# Gunzendorf (Emskirchen)

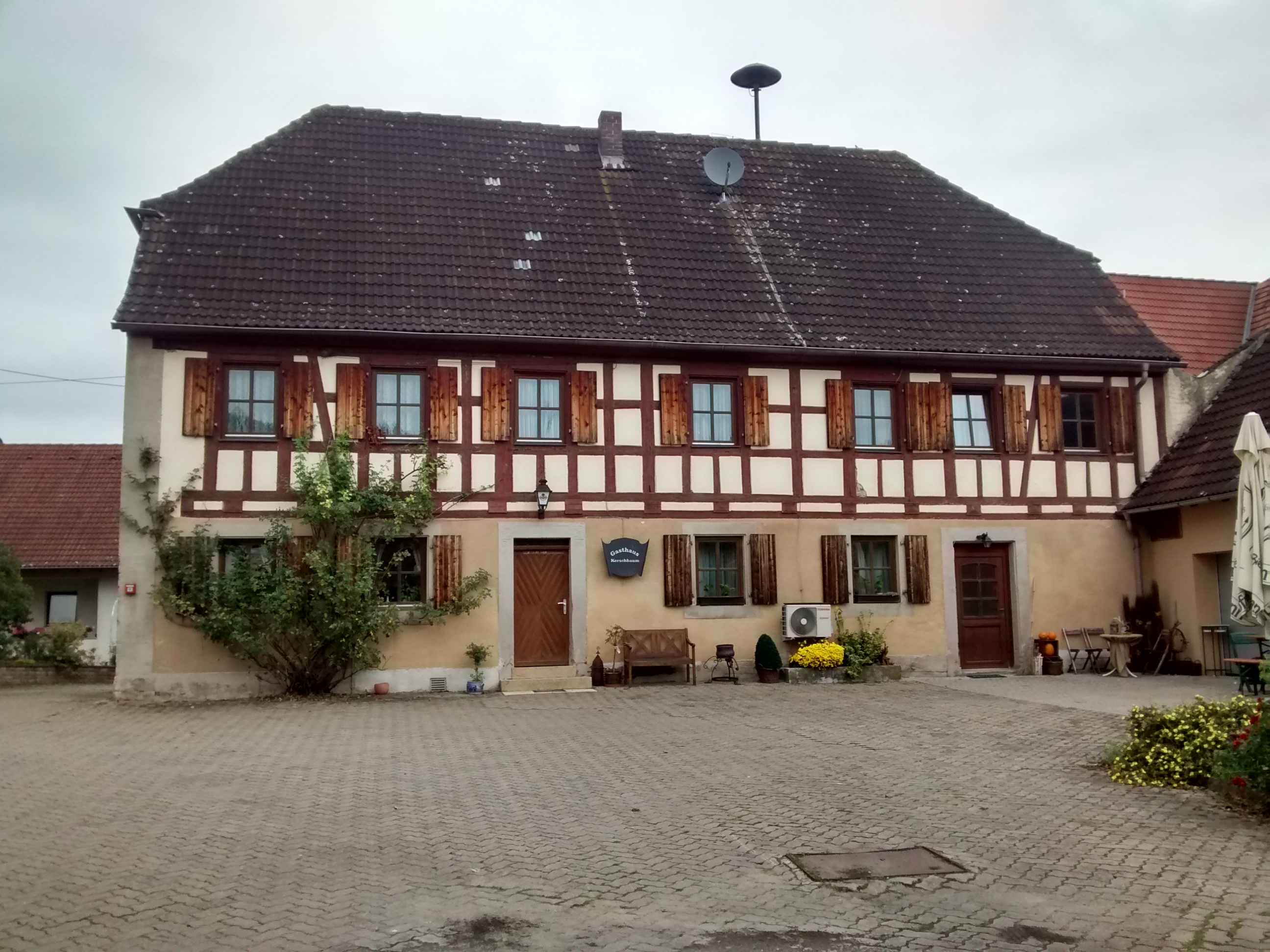
Haus Nr. 3: Gasthaus

Gunzendorf ist ein Gemeindeteil des Marktes Emskirchen im Landkreis Neustadt an der Aisch-Bad Windsheim (Mittelfranken, Bayern). Die Gemarkung Gunzendorf hat eine Fläche von 6,014 km². Sie ist in 653 Flurstücke aufgeteilt, die eine durchschnittliche Fläche von 9210,41 m² haben. In ihr liegen neben dem namensgebenden Ort die Gemeindeteile Elgersdorf, Plankstatt und Schneemühle.

## Geografie
Das Dorf liegt an der Mittleren Aurach und am Erlachbächlein, das dort als rechter Zufluss in die Mittlere Aurach mündet. 0,5 km nordwestlich des Ortes erhebt sich der Babenberg (370 m ü. NHN), 0,5 km nordöstlich der Kaiserberg (369 m ü. NHN). 0,5 km südöstlich liegt das Waldgebiet Rüdern. Eine Gemeindeverbindungsstraße führt nach Elgersdorf (1,8 km südlich) bzw. zur Staatsstraße 2244 bei Stadelhof (0,3 km nördlich).

## Geschichte
Der Ort wurde im Würzburger Lehenbuch (1303/17) als „Gunzendorf“ erstmals erwähnt. Im burggräflichen Salbuch (1361/64) heißt es, dass der Ort zum burggräflichen Amt Schauerberg gehöre. Nach dessen Auflösung unterstand der Ort dem neu geschaffenen Amt Emskirchen.
Gegen Ende des 18. Jahrhunderts gab es in Gunzendorf elf Anwesen. Das Hochgericht übte das brandenburg-bayreuthische Fraischvogteiamt Emskirchen-Hagenbüchach aus. Die Dorf- und Gemeindeherrschaft hatte das Kasten- und Jurisdiktionsamt Emskirchen. Grundherren waren das Kasten- und Jurisdiktionsamt Emskirchen (2 Huben, 3 Halbhuben, 1 Gut, 1 Häckersgut, 2 Tropfgüter) und das Rittergut Wilhemsdorf (2 Güter).
Von 1797 bis 1810 unterstand der Ort dem Justizamt Markt Erlbach und Kammeramt Emskirchen. 1810 kam Gunzendorf an das Königreich Bayern. Im Rahmen des Gemeindeedikts wurde es dem 1811 gebildeten Steuerdistrikt Emskirchen und der 1813 gebildeten Munizipalgemeinde Emskirchen zugeordnet. Mit dem Zweiten Gemeindeedikt (1818) entstand die Ruralgemeinde Gunzendorf, zu der Elgersdorf, Fallmeisterei, Plankstatt, Prackenhof und Schneemühle gehörten. Sie war in Verwaltung und Gerichtsbarkeit dem Landgericht Markt Erlbach und in der Finanzverwaltung dem Rentamt Neustadt an der Aisch zugeordnet. Am 9. November 1824 wurde die Fallmeisterei wieder nach Emskirchen umgemeindet. Ab 1862 gehörte Gunzendorf zum Bezirksamt Neustadt an der Aisch (1939 in Landkreis Neustadt an der Aisch umbenannt) und ab 1856 zum Rentamt Markt Erlbach (1919–1929: Finanzamt Markt Erlbach, 1929–1972: Finanzamt Neustadt an der Aisch, seit 1972: Finanzamt Uffenheim). Die Gerichtsbarkeit blieb beim Landgericht Markt Erlbach (1879 in das Amtsgericht Markt Erlbach umbenannt), von 1959 bis 1972 war das Amtsgericht Fürth zuständig, seitdem ist es das Amtsgericht Neustadt an der Aisch. Die Gemeinde hatte 1964 eine Gebietsfläche von 6,677 km².
Am 1. Januar 1972 wurde Gunzendorf im Zuge der Gebietsreform in Bayern nach Emskirchen eingemeindet.

### Baudenkmäler
- Haus Nr. 3: Gasthaus[14]
- Haus Nr. 9: eingeschossiges Wohnstallhaus (jetzt rückwärts Garage), Fenster verändert; Quadersockel, Ecklisenen, verputzt; im Türsturz „17 94 I“(oh.) „S“(eb.) „K“(erschbaum) übertüncht; Satteldach.[15]
- Haus Nr. 10: eingeschossiges Wohnstallhaus, Satteldach; im Sturz der Haustür „18 I B“(illmann) „40 Nr. 10“[15]
- Steinkreuz[14]

### Einwohnerentwicklung
Gemeinde Gunzendorf
| Jahr      | 1818   | 1840   | 1852   | 1855   | 1861   | 1867   | 1871   | 1875   | 1880   | 1885   | 1890   | 1895   | 1900   | 1905   | 1910   | 1919   | 1925   | 1933   | 1939   | 1946   | 1950   | 1952   | 1961   | 1970   |
| Einwohner | 213    | 231    | 230    | 225    | 213    | 228    | 232    | 222    | 234    | 238    | 213    | 207    | 201    | 176    | 201    | 208    | 211    | 211    | 183    | 275    | 277    | 236    | 221    | 189    |
| Häuser    | 31     | 35     |        |        |        |        | 38     |        |        | 38     | 36     |        | 36     |        |        |        | 33     |        |        |        | 33     |        | 38     |        |
| Quelle    | [ 17 ] | [ 18 ] | [ 19 ] | [ 19 ] | [ 20 ] | [ 21 ] | [ 22 ] | [ 23 ] | [ 24 ] | [ 25 ] | [ 26 ] | [ 19 ] | [ 27 ] | [ 19 ] | [ 28 ] | [ 19 ] | [ 29 ] | [ 19 ] | [ 19 ] | [ 19 ] | [ 30 ] | [ 19 ] | [ 11 ] | [ 31 ] |

Ort Gunzendorf
| Jahr      | 001818 | 001840 | 001861 | 001871 | 001885 | 001900 | 001925 | 001950 | 001961 | 001970 | 001987 |
| Einwohner | 89     | 100    | 76     | 89     | 71     | 62     | 87     | 97     | 79     | 77     | 83     |
| Häuser    | 13     | 15     |        |        | 16     | 13     | 15     | 11     | 14     |        | 24     |
| Quelle    | [ 17 ] | [ 18 ] | [ 20 ] | [ 22 ] | [ 25 ] | [ 27 ] | [ 29 ] | [ 30 ] | [ 11 ] | [ 31 ] | [ 1 ]  |

## Religion
Der Ort ist seit der Reformation evangelisch-lutherisch geprägt und bis heute nach St. Kilian (Emskirchen) gepfarrt.